# Ribeirão Preto (mesoregio)
Ribeirão Preto is een van de vijftien mesoregio's van de Braziliaanse deelstaat São Paulo. Zij grenst aan de mesoregio's Araraquara, Campinas, São José do Rio Preto, Sul e Sudoeste de Minas (MG) en Triângulo Mineiro e Alto Paranaíba (MG). De mesoregio heeft een oppervlakte van ca. 27.532 km². In 2009 werd het inwoneraantal geschat op 2.354.845.
Zeven microregio's behoren tot deze mesoregio:
- Barretos
- Batatais
- Franca
- Ituverava
- Jaboticabal
- Ribeirão Preto
- São Joaquim da Barra

Mesoregio's: Araçatuba · Araraquara · Assis · Bauru · Campinas · Itapetininga · Litoral Sul Paulista · Macro Metropolitana Paulista · Marília · Metropolitana de São Paulo · Piracicaba · Presidente Prudente · Ribeirão Preto · São José do Rio Preto · Vale do Paraíba Paulista

Microregio's: Adamantina · Amparo · Andradina · Araçatuba · Araraquara · Assis · Auriflama · Avaré · Bananal · Barretos · Batatais · Bauru · Birigui · Botucatu · Bragança Paulista · Campinas · Campos do Jordão · Capão Bonito · Caraguatatuba · Catanduva · Dracena · Fernandópolis · Franca · Franco da Rocha · Guaratinguetá · Guarulhos · Itanhaém · Itapecerica da Serra · Itapetininga · Itapeva · Ituverava · Jaboticabal · Jales · Jaú · Jundiaí · Limeira · Lins · Marília · Mogi das Cruzes · Mogi-Mirim · Nhandeara · Novo Horizonte · Osasco · Ourinhos · Paraibuna e Paraitinga · Piedade · Piracicaba · Pirassununga · Presidente Prudente · Registro · Ribeirão Preto · Rio Claro · Santos · São Carlos · São João da Boa Vista · São Joaquim da Barra · São José do Rio Preto · São José dos Campos · São Paulo · Sorocaba · Tatuí · Tupã · Votuporanga